# Мехмед IV Герай
Мехме́д IV Гера́й Су́фий (Софу́) (крым. IV Mehmed Geray, ٤ محمد كراى‎; Sofu Mehmed Geray, صوفى محمد كراى‎ 1610—1674) — хан Крыма в 1641—1644 и 1654—1666 годах из рода Гераев. Сын крымского хана Селямета I Герая.

## Имя
Встречающиеся в литературе варианты написания имени: Мехмед IV Гирей, Мехмед IV Гирай, Мухаммед Гирей IV, Магмет Гирей IV, Магомет Гирей IV, Мухаммед Гирай IV.

## Детство
В юности Мехмед был нурэддином и калгой во время царствования Джанибека Герая (1632—1635), затем уехал из Крыма и жил в Османских владениях. Во время первого правления занимался в основном внешней политикой, причём не слишком удачно. После того, как Русское государство подчинило часть кавказских владений Крыма, Мехмед IV Герай был отправлен в отставку, вызван в Стамбул и сослан на остров Родос. Новым крымским ханом был назначен Ислям III Герай (1644—1654), старший брат Мехмед Герая. Мехмед Герай провёл в ссылке на Родосе десять лет.

## Первое правление
В первое правление (1641—1644) Мехмед IV Герай назначил калгой Фетих-Чобан-Гирея, а нурэддином — своего племянника Гази Герая, сына старшего брата Мубарек Герая. Во второе правление (1654—1666) Мехмед IV Герай назначил калгой своего племянника Гази Герая, а нурэддином — младшего брата Адиль Герая. В 1659 году после смерти Адиль Герая Мехмед Герай назначил новым нурэддином своего племянника Мурад Герая, сына Мубарек Герая. В 1663 году после отставки Мурад Герая новым нурэддином был объявлен Мухаммед Герай, двоюродный брат хана. После смерти Мухаммед Герая нурэддином был назначен Ахмед Герай, сын хана Мехмед IV Герая.

## Второе правление
В 1654 году, вторично вступив на ханский престол после смерти своего старшего брата Исляма III Герая, Мехмед IV заключил военный союз с ослабленной в результате восстания Хмельницого Речью Посполитой и оказывал помощь воевавшему против Москвы украинскому гетману Ивану Выговскому. В 1659 году объединенная казацко-татарская армия под командованием Ивана Выговского и Мехмед IV Герая разгромила русскую рать под предводительством князя Алексея Никитича Трубецкого в битве под Конотопом.

## Смещение с трона
В марте 1666 года за отказ предоставить Османской империи военную помощь в войне с Австрией за Венгрию крымский хан Мехмед Герай был смещён с трона османским султаном Мехмедом IV, который назначил новым крымским ханом Адиль Герая.

## Смерть
Покинув ханский трон, Мехмед Герай уехал из Крыма в Дагестан, где прожил дервишем ещё 8 лет. Получил от шамхала Тарковского Сурхая в удел селение Пирбай, переименованное в память о родине в Бахчисарай. Умер в 1674 году, после чего его прах был перевезён в Крым и похоронен в Бахчисарае.

## Творчество
Мехмед IV Герай — один из известнейших поэтов ханского Крыма. Писал под псевдонимами Кямиль и Хани. Тематика его стихов в основном религиозно-философская. Прозвище Суфий (крымскотат. Sofu) получил за любовь к философии и идеям суфизма.